# Ermanno Aebi
Ermanno Aebi (Milaan, 13 januari 1892 – aldaar, 22 november 1976) was een Italiaans voetballer met Zwitserse roots, die speelde als aanvaller gedurende zijn loopbaan. Na zijn actieve carrière was hij actief als voetbalscheidsrechter. Aebi speelde 142 keer voor Internazionale en scoorde 106 keer voor die club, met wie hij tweemaal de Italiaanse landstitel won: in 1910 en 1920. Hij speelde twee officiële interlands (drie goals) voor het Italiaans voetbalelftal, beide in 1920. Bij zijn debuut, op 18 januari 1920 in de vriendschappelijke wedstrijd tegen Frankrijk (9-4), scoorde hij drie keer voor Italië. Hij overleed op 84-jarige leeftijd.